# Curveulima otakauica
Curveulima otakauica är en snäckart som först beskrevs av Dell 1956.  Curveulima otakauica ingår i släktet Curveulima och familjen Eulimidae. Inga underarter finns listade i Catalogue of Life.